# Chironomus sinuosus
Chironomus sinuosus är en tvåvingeart som beskrevs av Guha och Chaudhuri 1984. Chironomus sinuosus ingår i släktet Chironomus och familjen fjädermyggor. Inga underarter finns listade i Catalogue of Life.